# Деєшть (Попешть, Вилча)
Деєшть, Деєшті (рум. Dăești) — село у повіті Вилча в Румунії. Входить до складу комуни Попешть.
Село розташоване на відстані 167 км на захід від Бухареста, 25 км на південний захід від Римніку-Вилчі, 75 км на північ від Крайови, 139 км на південний захід від Брашова.

## Населення
За даними перепису населення 2002 року у селі проживали 605 осіб, з них 603 особи (99,7%) румунів. Рідною мовою 602 особи (99,5%) назвали румунську.